# Jenei István (labdarúgó)
Jenei István, Jeszenszky (1936. december 22. – 2021. március 19. vagy előtte) magyar labdarúgó, balhátvéd. Az 1963-64-es kupagyőztesek Európa-kupája döntőjéig jutott MTK csapatának játékosa.

## Pályafutása
1954-ben kezdett futballozni a Váci Petőfiben. 1956-ban már a tartalék csapatban, majd az NB II-es gárdában is helyet kapott.
1961-ben az MTK játékosa lett. 1964-ben a KEK döntőig jutott csapat tagja volt. Mind a 11 mérkőzésen pályára lépett és a döntő mérkőzéseken is játszott. 1970-től a Váci Híradás játékosa lett. 1973-ban fejezte be játékos pályafutását.
1974-től, hét éven keresztül a Váci Izzó edzője volt. Ezután Dunakeszin dolgozott. 1981-től ismét a Váci Izzó trénere lett. 1987-től szakosztály vezető lett ugyanitt. Később a a fóti Vörösmarty Tsz. energetikusa, majd önkormányzati képviselő volt.

## Sikerei, díjai
- Kupagyőztesek Európa-kupája (KEK)
  - döntős: 1963–64